# 阿根廷执法

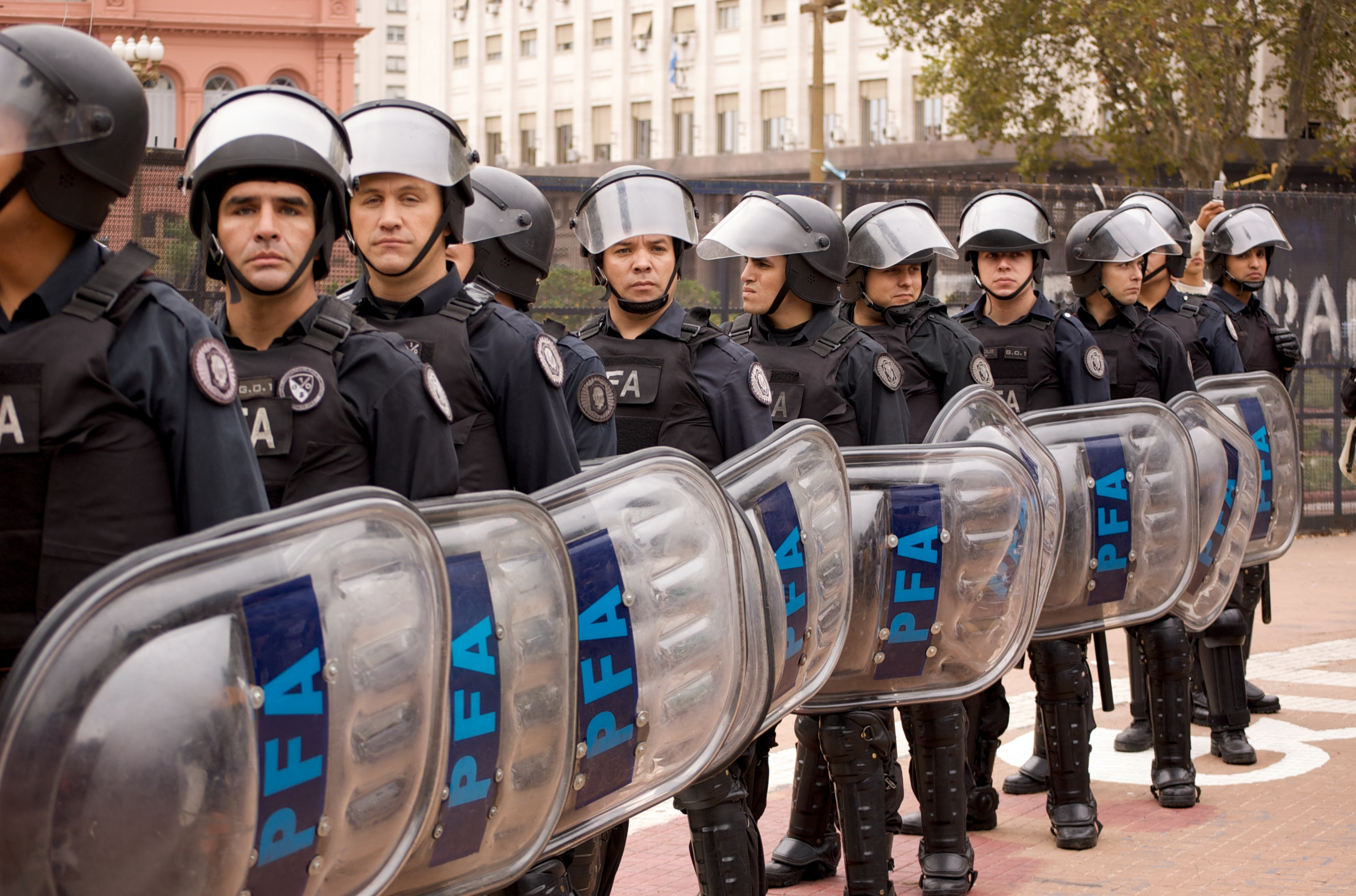
2008年夏季奥运会火炬传递到布宜诺斯艾利斯期间的联邦警察

阿根廷最重要的執法机构是阿根廷联邦警察，拥有阿根廷全领土的管轄權。而各省也有自己的省警察。近年来，萨尔丹和阿连德镇等城市开始建立自己的地方警察，减轻省警察的负担。首都布宜諾斯艾利斯（联邦区），联邦警察与阿根廷海岸警卫队（海岸警卫队）和布宜诺斯艾利斯市警察（市警察）合作。

## 联邦机构
- 阿根廷联邦警察（英语：Argentine Federal Police）
- 阿根廷國家憲兵
- 阿根廷海岸警卫队
- 機場安全警察（英语：Airport Security Police (Argentina)）
- 联邦监狱系统（西班牙语：Servicio Penitenciario Federal）

## 省警察

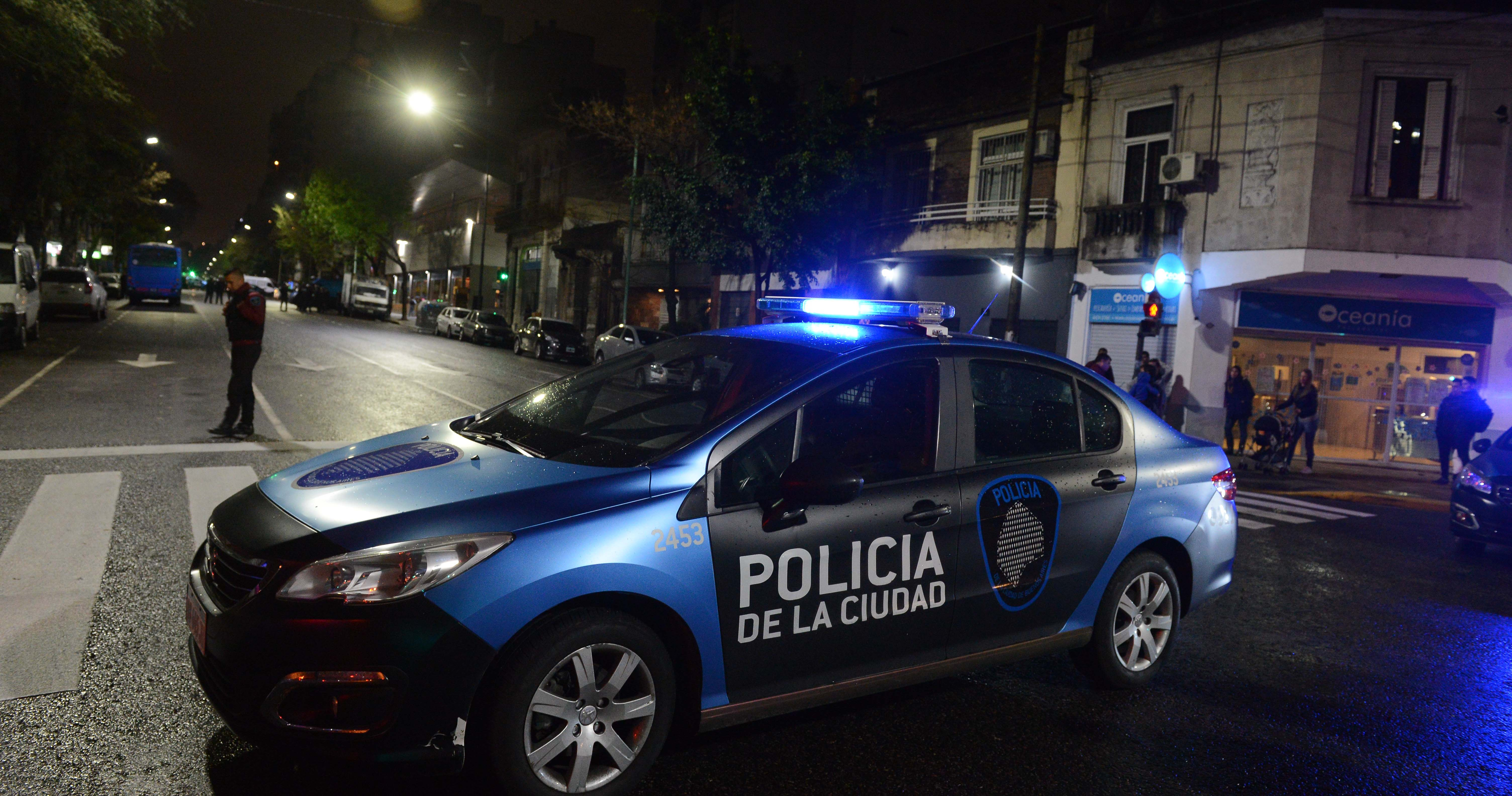
布宜诺斯艾利斯市警察

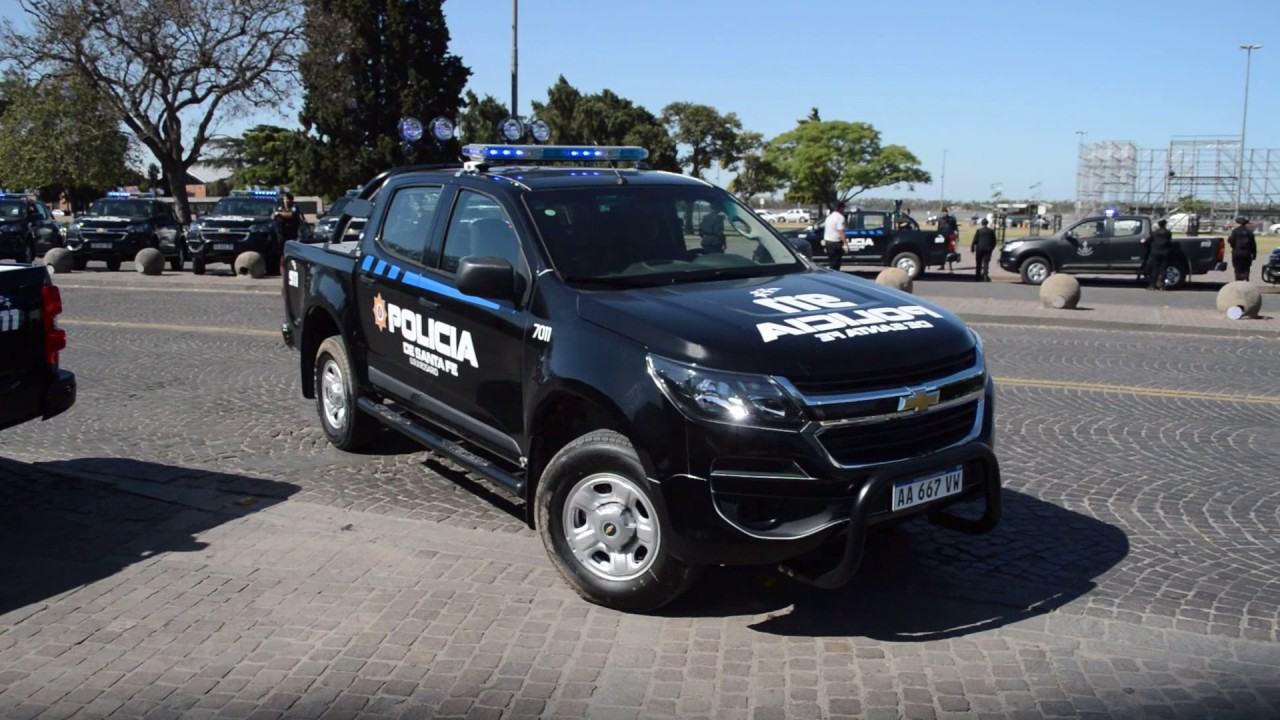
圣菲省警察

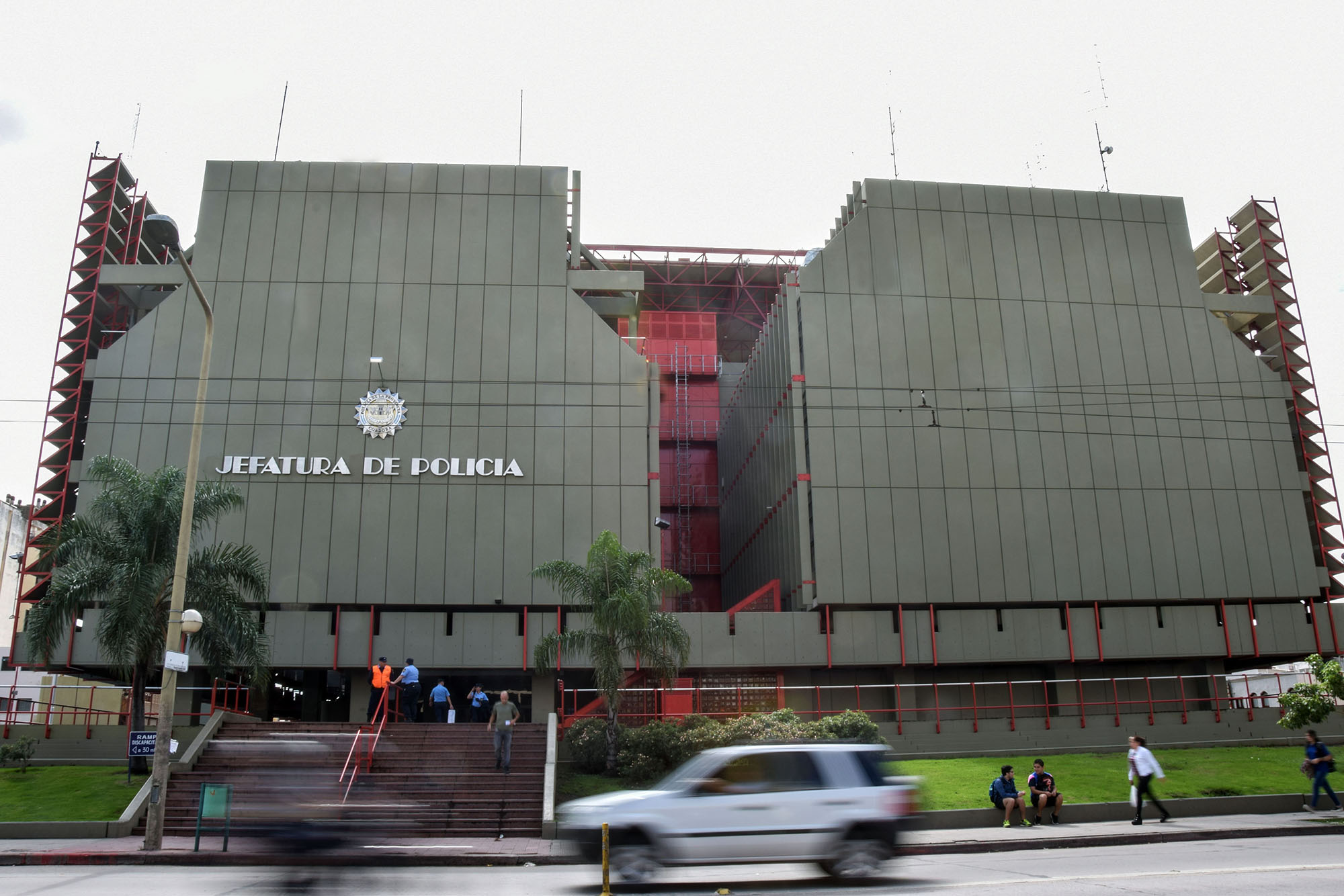
科尔多瓦省警察

- 布宜诺斯艾利斯省警察（英语：Buenos Aires Provincial Police）
- 卡塔马卡省警察（西班牙语：Policía de Catamarca）
- 查科省警察（西班牙语：Policía del Chaco）
- 丘布特省警察（西班牙语：Policía del Chubut）
- 科尔多瓦省警察（西班牙语：Policía de la Provincia de Córdoba）
- 科连特斯省警察（西班牙语：Policía de Corrientes）
- 恩特雷里奥斯省警察（西班牙语：Policía de Entre Ríos）
- 福尔摩沙省警察（西班牙语：Policía de Formosa）
- 胡胡伊省警察（西班牙语：Policía de la Provincia de Jujuy）
- 拉潘帕省警察（西班牙语：Policía de la Provincia de La Pampa）
- 拉里奥哈省警察（西班牙语：Policía de La Rioja）
- 门多萨省警察（西班牙语：Policía de Mendoza）
- 米西奥内斯省警察（西班牙语：Policía de Misiones）
- 内乌肯省警察（西班牙语：Policía de Neuquén）
- 内格罗河省警察（西班牙语：Policía de la Provincia de Río Negro）
- 萨尔塔省警察（西班牙语：Policía de Salta）
- 圣胡安省警察（西班牙语：Policía de San Juan）
- 圣路易斯省警察（西班牙语：Policía de San Luis）
- 圣克鲁斯省警察（西班牙语：Policía de la provincia de Santa Cruz (Argentina)）
- 圣达菲省警察（西班牙语：Policía de la Provincia de Santa Fe）
- 圣地亚哥-德尔埃斯特罗省警察（西班牙语：Policía de Santiago del Estero）
- 火地省警察（西班牙语：Policía de la Provincia de Tierra del Fuego）
- 图库曼省警察（西班牙语：Policía de Tucumán）

## 地方力量
- 布宜诺斯艾利斯市警察（英语：Buenos Aires City Police）
- 洛马斯-德萨莫拉市警察
- 阿连德镇（西班牙语：Villa Allende）警察
- 萨尔丹（西班牙语：Saldán）市警察
- 科尔多瓦市警察

## 特種部隊
在24个辖区中的警察中，都有步兵卫队。这是防暴警察的共同名称，他们在公共活动中占有重要地位，例如足球比赛。
- 鷹特別行動旅
- 特种作战部队连（西班牙语：Compañía de Tropas de Operaciones Especiales）
- 步兵卫队（英语：Cuerpo Guardia de Infantería）
- 蝎子組（西班牙语：Escuadrón Alacrán）
- 信天翁組（西班牙语：Grupo Albatros）
- 聯邦特別行動組
- 第一特别组（西班牙语：Grupo Especial Uno）

## 情报机构
- 联邦情报局（西班牙语：Agencia Federal de Inteligencia）（前身为情报秘书处（英语：Secretaría de Inteligencia））
- 阿根廷联邦警察情报组（英语：Inteligencia de la Policía Federal Argentina）
- 阿根廷国家宪兵情报组（英语：Inteligencia de la Gendarmería Nacional Argentina）
- 阿根廷海岸警卫队情报组（英语：Inteligencia de la Prefectura Naval Argentina）
- 机场安全警察情报组（英语：Inteligencia de la Policía de Seguridad Aeroportuaria）
- 联邦监狱系统情报组（英语：Inteligencia del Servicio Penitenciario Federal）
- 布宜诺斯艾利斯省警察情报组（英语：Inteligencia de la Policía Bonaerense）

## 历史上的秘密警察组织
- 大众复兴会（西班牙语：Sociedad Popular Restauradora）（“La Mazorca（西班牙语：La Mazorca）”）
- 镇压共产主义专案（西班牙語：Sección Especial de Represión al Comunismo，SERC）
- 反民主政治信息司（西班牙語：División de Información Política Antidemocrática，DIPA）

## 腐败
腐敗是阿根廷警察中普遍存在的一种行为。腐败问题很难衡量，因为其中大部分从未被发现或未被报告。然而，有一些数据可以表明腐败问题的严重程度。2008年，有120起针对警察的腐败和犯罪指控调查。
根据内务审计总署，仅在布宜诺斯艾利斯省警察中，就有13,619名警察因2008年至2009年间的腐败、暴力或违规行为受到调查。Global Integrity评价阿根廷执法部门在反腐败方面表现不佳，得分为63分（满100分）。同样，透明国际2008年的行贿指数给阿根廷阿根廷警察打了3.9分（1分为“完全不腐败”，5分为“非常腐败”）。阿根廷警察最常见的腐败形式是要求贿赂，或接受违反交通规则或任何普通违法行为的公民提供的贿赂，以避免受到法律处罚。根据拉丁美洲民意项目所做的美洲指标（Barómetro de las Américas），阿根廷有15%的人口被警察要求贿赂。这一事实受到2008年拉美指标的支持，他们调查发现，59%的阿根廷人认为可以贿赂警察以避免罚款或逮捕。
还有证据表明，警察纵容犯罪分子。为了换取犯罪活动收益的一部分，警察为“自由区”（警察不进入的地方）提供便利，让小偷能够进行抢劫或绑架，或者让毒販能够出售毒品。换言之，阿根廷的犯罪分子在警察的保护下行动是一种普遍的做法。此外，也了解到执法人员参与有组织犯罪活动。根据2010年自由之家，布宜诺斯艾利斯警察参与了多起贩毒和勒索事件。警察也参与武器交易，警方的武器库或仓库是黑市武器来源。

### 腐败程度
警察腐敗主要有两个因素。第一是低薪而引发小腐败。同样，预算限制会影响警察执行任务的能力，从而降低他们在执法机构内执行任务的士气和诺言。这些因素强化了对已经存在的腐败问题广泛容忍，助长了所有国家机构实行非法行为。此外，警察腐败有罪不罚率高，对此未能形成威慑作用。 由于缺乏资源或缺乏调查警察腐败案件的意愿，通常避免对警察提起刑事诉讼。最后，阿根廷执法部门缺乏透明度和类似問責制的机制，使警察成为难以控制的机构。
警察腐败的最大破坏性影响是执法在打击犯罪方面的效率低下。根据国家报的一项调查，阿根廷警方在2010年7月至8月期间对犯下的重大犯罪的犯人的逮捕率仅为32%。这种无能与阿根廷发现的犯罪水平不断增长直接相关。同时期，世界經濟論壇2010-2011年全球競爭力報告表明，阿根廷警察部门执行法律和维持秩序的可靠性仅获得3.0分（其中1分表示“根本不值得信赖”，而7分表示“始终值得信赖”）。
警察腐败造成的另一个严重后果是对法治产生强烈削弱。如果警察不履行职责，那么将失去公民的信任和尊重，也就失去了威慑违法行为的权力，反而鼓舞犯罪。最后，促使公民因缺乏信任和对执法的尊重而停止举报犯罪。所以，阿根廷人认为警察是国最腐败的机构之一，使民众使用手枪之类的武器保护自己免受犯罪分子的侵害，而非向警方通报犯罪行为。
随着2009年布宜诺斯艾利斯市警察的成立，该市越来越多的居民选择向市警报告犯罪行为，而非向联邦警察报告。后者腐败的一个著名案例是对当时还不是政治家的毛里西奧·馬克里绑架案。